# Сарумару-даю
Сарумару-даю  или Сарумару Таю  (猿丸大夫 годы жизни неизвестны) — японский поэт, живший, вероятно, в начале периода Хэйан, и сочинявший в жанре вака.
Имя поэта означает «бродячий монах с обезьяной».  О жизни  его ничего неизвестно, и даже есть сомнения, существовал ли он. Однако некоторые исследователи верят, что под этим вымышленным именем мог скрываться принц Ямасиро-но Оэ (山背大兄王), неудачливый претендент на престол после смерти императрицы Суйко в 628 году и покончивший жизнь самоубийством в 643 году.
Сарумару-даю  включён в список «Тридцати шести бессмертных поэтов». Стихи его вошли в известные  антологии Кокинсю и Хякунин иссю. Вот образец его поэзии из собрания Хякунин иссю:
Как грустно слышать

осеннею порою

в горах пустынных

средь зелени увядшей

протяжный крик оленя!.